# جون هيرمان لاي فوجت
جون هيرمان لاي فوجت (بالنرويجية البوكمول: Johan Herman Lie Vogt)‏ هو جيولوجي وأستاذ جامعي نرويجي، ولد في 14 أكتوبر 1858 في Tvedestrand ‏ في النرويج، وتوفي في 3 يناير 1932 في تروندهايم في النرويج.

## وصلات خارجية
- جون هيرمان لاي فوجت على موقع الموسوعة البريطانية (الإنجليزية)